# Atlas (musikgrupp)
Atlas är ett svenskt band inom genren symfonirock.
Bandet, som är hemmahörande i Malmö, släppte 1979 skivan Blå vardag (Bellatrix 705), vilken senare också har släppts på CD.

## Medlemmar
- Björn Ekbom - orgel, piano, clavinet, synt, mellotron
- Erik Björn Nielsen -  orgel, piano, synt, mellotron, elektriskt piano
- Janne Persson -  gitarr
- Micke Pinotti - trummor
- Ulf Hedlund - bas